# Zwavelbuikfluiter
De zwavelbuikfluiter (Pachycephala sulfuriventer) is een zangvogel uit de familie Pachycephalidae (dikkoppen en fluiters).

## Verspreiding en leefgebied
Deze soort is endemisch in de bergbossen van het Indonesische eiland Sulawesi.

## Status
De grootte van de populatie is niet gekwantificeerd maar de soort wordt omschreven als wijdverspreid en doorgaans algemeen. Op de Rode lijst van de IUCN heeft deze soort de status niet bedreigd.